# Зверь (фильм, 2017)
«Зверь» (англ. Beast) — британский психологический триллер 2017 года, написанный и снятый режиссёром Майклом Пирсом. Главные роли в фильме исполнили Джесси Бакли, Джонни Флинн, и Джеральдин Джеймс.
Мировая премьера фильма состоялась в разделе «Платформа» на Международном кинофестивале в Торонто в 2017 году..

## Сюжет
Молл исполняется 27 лет. Она живёт с богатыми родителями в Джерси. Её властная и злобная мать считает девушку ущербной и обременительной. Молл работает гидом на острове Джерси. Мать считает, что её дочь должна помогать ухаживать за своим отцом, страдающим слабоумием, и присматривать за своей племянницей. Сообщество острова находится на взводе после череды нераскрытых изнасилований/убийств молодых девушек.
Во время вечеринки по случаю дня рождения Молл её сестра захватывает всё внимание на себя, объявляя, что она беременна. Чувствуя себя недооцененной своей семьей, Молл причиняет себе вред, а затем уходит с вечеринки в ночной клуб, где она встречает мужчину; они танцуют, но утром, когда они гуляют по пляжу, он начинает навязываться ей, несмотря на её мольбы остановиться. В этот момент её спасает браконьер с охотничьим ружьем. Молл тянет к этому молодому человеку, Паскалю, жаждущему любви и волнения, хотя семья предупреждает её, что он неудачник низкого пошиба. По мере того, как их отношения расцветают, Молл рассказывает ему, что в подростковом возрасте она зарезала одноклассника ножницами, утверждая, что это была самооборона. Паскаль высказывает поддержку в отношении её.
Обнаружена четвёртая жертва убийства — девушка, которая исчезла в ночь празднования дня рождения Молл. Детектив местной полиции по имени Клиффорд предупреждает Молл, которая ему симпатична, что Паскаль был главным подозреваемым в более раннем убийстве и был осужден в 18 лет за сексуальное насилие над 14-летней девочкой. Она лжет ему, утверждая, что встретила Паскаля в ночном клубе, и они танцевали там всю ночь. Молл спорит с Паскалем по поводу обоих обвинений, и он сердито реагирует, говоря, что каждый день сожалеет о своих ошибках, но секс с девушкой был по обоюдному согласию, и ею манипулировали, заставляя лгать о нём. Он проговаривается, что любит Молл, и она отвечает ему взаимностью.
На официальном приеме в местном загородном клубе со своей семьей сестра Молл выгоняет Паскаля за то, что он надел джинсы. Возмущенная Молл произносит тост, говоря, что она прощает свою семью за всё, «что они для неё сделали», и, когда они уходят, она разрушает безупречный паттинг-грин. Она переезжает в скромный дом Паскаля.
Однажды ночью врывается полиция, чтобы арестовать Паскаля и допросить её. Она повторяет свою ложь о встрече с ним в клубе. Главный детектив обвиняет Молл в защите убийцы, которому не хватает способности любить кого-либо, и вслух задается вопросом, не ищет ли она возмездия против общества. Молл возвращается в дом Паскаля одна, где её мучают кошмары и преследует пресса.
Молл переполняет чувство вины за свой проступок, и она отправляется на поиски девушки, которую она ударила ножом, из-за чего у той остался шрам на щеке. Молл извиняется и утверждает, что хочет загладить свою вину, но когда она говорит, что сделала это в целях самообороны, женщина кричит ей, чтобы она уходила. Затем Молл посещает мемориал погибшей девочки и пытается утешить мать девочки, но на неё кричат и выгоняют.
Клиффорд сообщает Молл, что они поймали настоящего убийцу, фермера-иммигранта, и извиняется за то, что относился к ней с подозрением, но настаивает на том, что Паскаль всё ещё является плохим выбором. Почувствовав облегчение, Молл и Паскаль празднуют, выпивая, но когда она говорит ему, что не может остаться на этом острове, и предлагает им строить жизнь в другом месте, он сердито реагирует. Они ссорятся, и он прижимает её к стене и душит. Придя в себя, он извиняется, но она бежит в дом Клиффорда и признается, что солгала о местонахождении Паскаля. Он велит ей убираться. Она идет к месту, где была обнаружена последняя жертва, ложась в ту же грязную яму.
В ресторане на берегу моря Молл угощает Паскаля алкоголем и предлагает ему признаться в убийствах, говоря, что она абсолютно принимает его таким, какой он есть. Она уговаривает его, открывая свой собственный секрет: что она на самом деле зарезала эту девушку в отместку. Паскаль долго не поддаётся на её уговоры. Он выглядит растерянным, но затем говорит: «Всё кончено. Они ничего для меня не значили». Молл, кажется, чувствует облегчение и счастье. По дороге домой, сидя в машине, она просит Паскаля поцеловать её, и когда они наклоняются друг к другу, Молл отстёгивает ремень безопасности и дёргает руль, выбрасывая его из машины. Тяжело раненный, лёжа на улице, Паскаль умоляет её помочь, утверждая, что они «одинаковые». Молл душит его и встаёт на ноги.

## В ролях
- Джесси Бакли — Молл
- Джонни Флинн — Паскаль Ренуф
- Эмили Тааффе — Тамара
- Джеральдин Джеймс — Хилари Хантингдон
- Тристан Гравель — Клиффорд
- Оливер Малтман — Харрисон
- Чарли Палмер Ротвелл — Ли Дютот
- Шеннон Тарбет — Полли

## Релиз
Кинокомпания 30West приобрела права на распространение фильма «Зверь» в Северной Америке через четыре дня после премьеры на Международном кинофестивале в Торонто и выпустила фильм в США в партнёрстве с Roadside Attractions 11 мая 2018 года, после показа на Кинофестивале Сандэнс в этой стране.
Altitude Film Distribution приобрел права на показ фильма для Великобритании. Фильм вышел в ограниченный прокат в Великобритании 27 апреля 2018 года.

### Восприятие критикой
Фильм получил положительные отзывы критиков. На сайте Rotten Tomatoes рейтинг фильма составляет 92 % на основе 142 отзывов, со средней оценкой 7,28/10. Консенсус критиков гласит: «„Зверь“ играет, как мрачная поэзия, раскрывая свои психологические острые ощущения, руководствуясь захватывающими сюжетами и завораживающими визуальными эффектами.»
На Metacritic фильм имеет средневзвешенный балл 74 из 100, основанный на 19 отзывах критиков, что указывает на «в целом благоприятные отзывы».
Для канадской прессы Дэвид Френд назвал это «запутанной историей о монстре, который кроется внутри каждого из нас, и изо всех сил пытается сдержать его»."
Питер Хауэлл из «Toronto Star» сказал, что это «зазубренная, но запоминающаяся особенность… которая медленно раскрывает свои истины.»

### Награды
| Премия | Дата церемонии  | Категория                                        | Номинант                                      | Результат | Ссылка |
| ------ | --------------- | ------------------------------------------------ | --------------------------------------------- | --------- | ------ |
| BAFTA  | 10 февраля 2019 | Лучший британский фильм                          | Кристиан Броуди, Лорен Дарк и Ивана Маккиннон | Номинация | [ 13 ] |
| BAFTA  | 10 февраля 2019 | Дебют британского сценариста/режиссёра/продюсера | Майкл Пирс и Лорен Дарк                       | Победа    | [ 13 ] |